# Lüneberg
Lüneberg é um queijo feito de leite de ovelha, feito nas montanhas de Vorarlberg no Oeste da Áustria.
A confecção de queijos foi introduzida nesta região pela Suíça; formas de cobre e prensas do tipo suíço são usados para a confecção do queijo Lüneberg. O leite é colorido com açafrão e aquecido por volta de 90°F; adiciona-se o coalho entre 20 e 30 minutos. A massa é cortada em pedaços do tamanho de uma amêndoa e aquecido, até chegar a 122 °F. Daí, coloca-se em gazes e pressiona-se levemente em formas de madeira. Após 24 horas de pressão, os queijos são virados e ocasionalmente mudados de posição, até serem levados a um depósito para serem curados. Recebem sal na superfície, e lavados ocasionalmente, enquanto curam. Quando prontos, assemelham-se ao Emmental e ao Limburger.